# تاریک بنگلون
تاریک بنگلون (انگلیسی: Tarik Bengelloun؛ زادهٔ ۸ فوریه ۱۹۹۱) بازیکن فوتبال است.
از باشگاه‌هایی که در آن بازی کرده‌است می‌توان به باشگاه فوتبال ناتینگهام فارست اشاره کرد.